# Massenpartei
Als Massenpartei wird – üblicherweise im Gegensatz zur locker organisierten Honoratiorenpartei – eine breite Bevölkerungsschichten erfassende, bürokratisch strukturierte politische Parteiorganisation bezeichnet. Es gibt demokratische ebenso wie totalitäre Massenparteien.

## Geschichte
Mit der Ausweitung des politischen Wahlrechtes von kleinen Eliten zu breiteren Schichten der Bevölkerung ergab sich gegen Ende des 19. Jahrhunderts die Notwendigkeit und Chance, deren Partizipation am politischen Leben zu organisieren. Als früher und vorbildhafter Fall einer lokal, regional und national straff organisierten Massenpartei mit besoldeten Parteisekretären und hoher Fraktionsdisziplin gilt die deutsche Sozialdemokratie. Ähnliche Bürokratisierungsprozesse machten aber auch andere Parteien mit breitem Wählerappeal durch (beispielsweise die katholischen Massenparteien Deutsche Zentrumspartei oder die Christlichsoziale Partei in Österreich). Kritiker wie Robert Michels sahen in diesen Prozessen das „eherne Gesetz der Oligarchie“ am Werk.
Der Typus der totalitären Massenpartei zeigt in noch verstärktem Maße eine top-down-Struktur. Die lokalen und regionalen Außenstellen des Parteiapparats dienen hier nur mehr der Mobilisierung und Kontrolle der Bevölkerung (Blockwartetum). Eine Beeinflussung des Entscheidungsverhaltens der Führungselite von der Parteibasis her ist nicht vorgesehen (Führerprinzip) oder nur formal vorgesehen ("demokratischer Zentralismus" im Stalinismus).
In den Jahrzehnten seit 1945 haben dramatisch sinkende Mitgliederzahlen im demokratischen Parteienspektrum, bedingt durch Politikverdrossenheit und das Versagen etablierter Patronagesysteme die traditionellen Organisationsformen von Massenparteien in Frage zu stellen begonnen. Das Beispiel der britischen Labour Party und zum Teil auch der SPD zeigte speziell in den 1970er-Jahren, dass mitgliederarme, demokratisch strukturierte politische Ortsvereine relativ leicht von kleinen, wenig repräsentativen Gruppen „übernommen“ werden können – zur Korrektur dieser Probleme einer Massenpartei ohne Massenbasis musste im Wesentlichen wiederum die autoritäre Kontrolle von oben verstärkt werden.